# Koningentaart

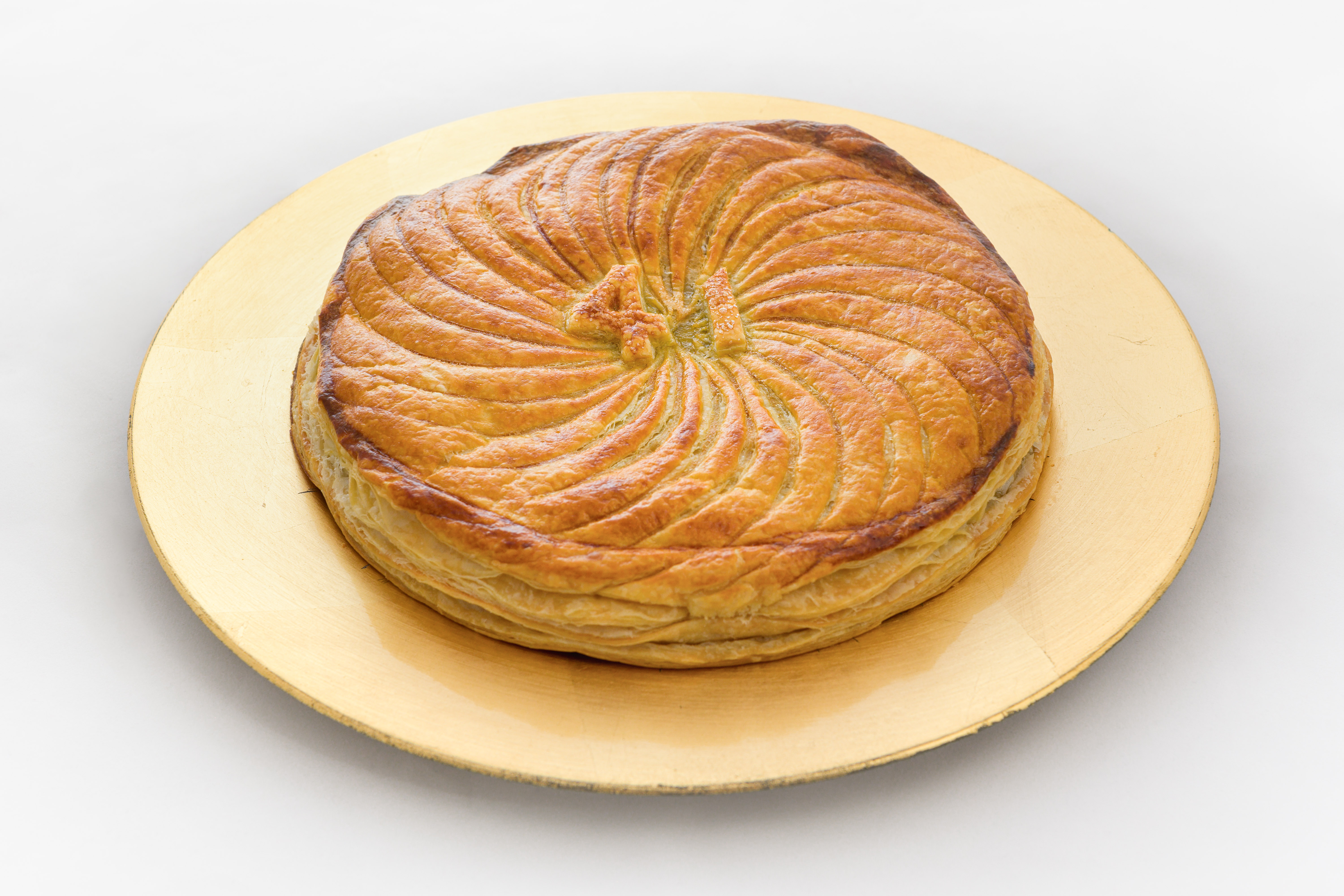
Driekoningentaart

Een (drie)koningentaart is een taart die gebakken wordt naar aanleiding van het driekoningenfeest. In de frangipane-taart wordt een voorwerp zoals een boon, muntstuk of een porseleinen beeldje verstopt. De persoon die het terugvindt in zijn stuk taart is die dag "koning(in)" en mag een kroon dragen. Er zijn veel variaties, afhankelijk van het land.

## Geschiedenis

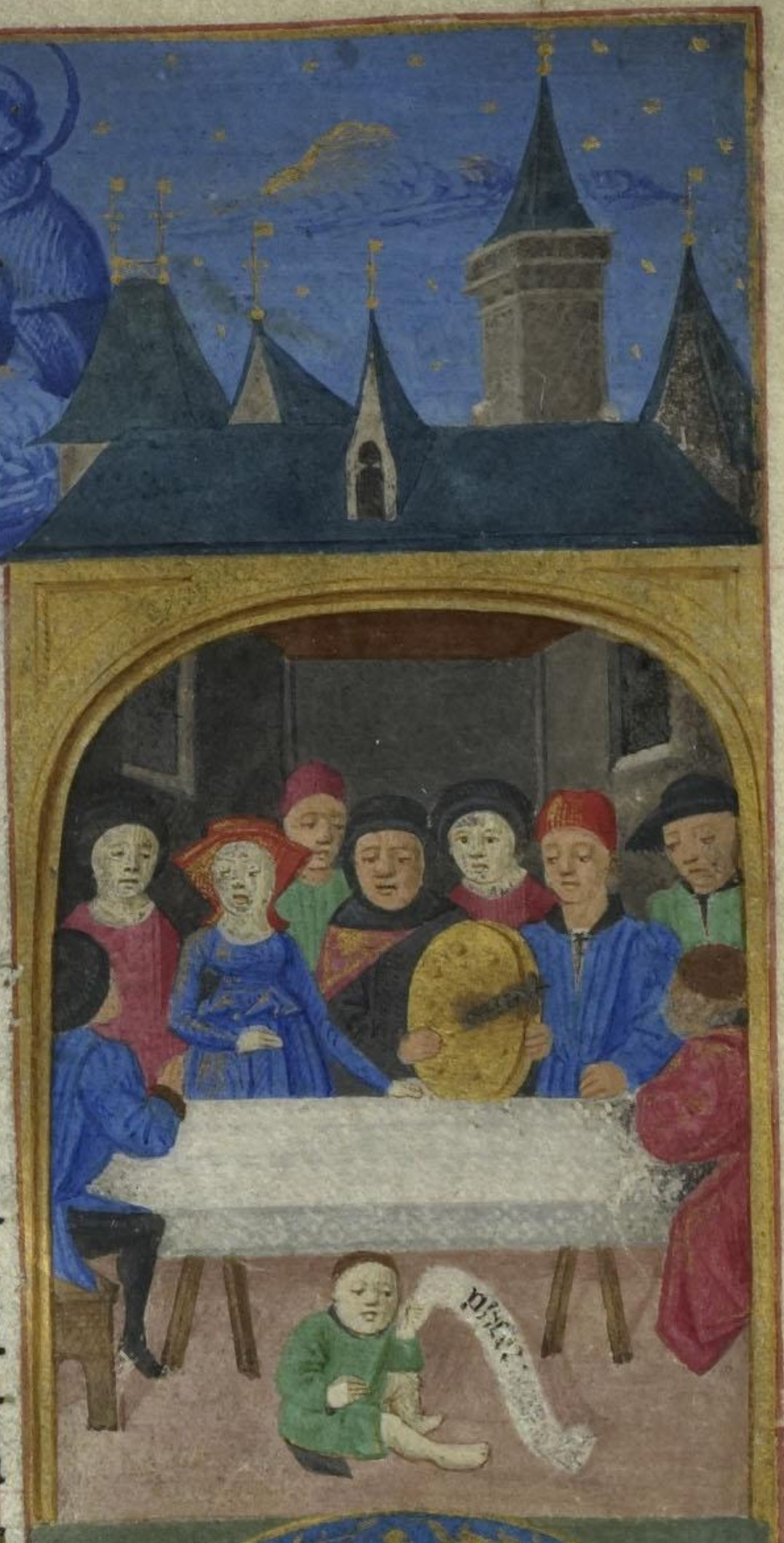
Koningentaart in het Getijdenboek van Adelaïde van Savoy

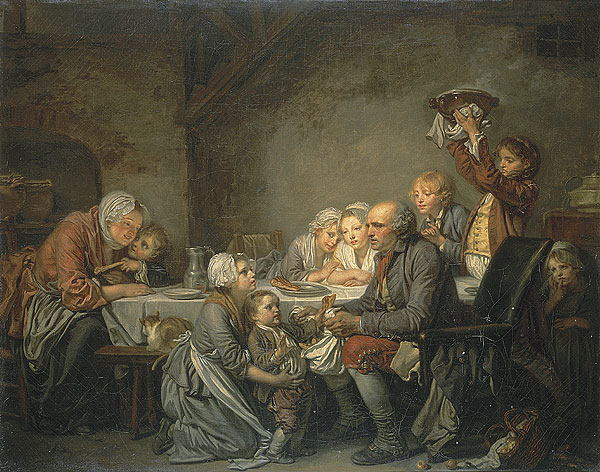
Jean-Baptiste Greuze schilderde De koningentaart in 1774

Het bakken van een bonenkoek of koningsbrood op Driekoningen of aan de vooravond ("Dertienavond") er van is een middeleeuwse traditie. Wie de gedroogde boon of erwt in zijn deel vond, was de koning voor die dag en mocht een hofhouding aanduiden.
De eerste schriftelijke vermelding van het verkiezen van een feestkoning op Driekoningen vinden we bij Gilles Li Muisis in het jaar 1282 te Doornik. Hij noemde het een oud gebruik. De stadsrekeningen van Gent voor 1362-1363 bevatten de oudst bekende specifieke verwijzing naar de bonenkoek als kiesmethode.
Het verkiezen van de bonenheer is voor het eerst afgebeeld in een 15-eeuwse miniatuur in het Getijdenboek van Adelaïde van Savoy. Voor het aanduiden van le Roy de la Febve kon ook een koningsbrief of trekbrief worden gebruikt. De koning verdeelde de rollen. Wanneer hij het glas hief, riepen zijn hovelingen "De koning drinkt!"

## Tradities
Volgens de Franse traditie gaat de jongste van het gezelschap onder de tafel zitten en zegt bij elk afgesneden stuk van de Galette des rois (zonder dat hij/zij het kan zien dus) voor wie het stuk bestemd is. Zo kan de snijder van de taart niet beïnvloeden wie de koning zal worden.

## Voetnoten
1. ↑  Marc Jacobs, Driekoningen, bonenkoningen, échte koningen, feesten en macht. De koning drinkt: een spanningsboog van millennia, in: Faro, 2008, p. 4-15. Gearchiveerd op 22 februari 2023.